# Sengese

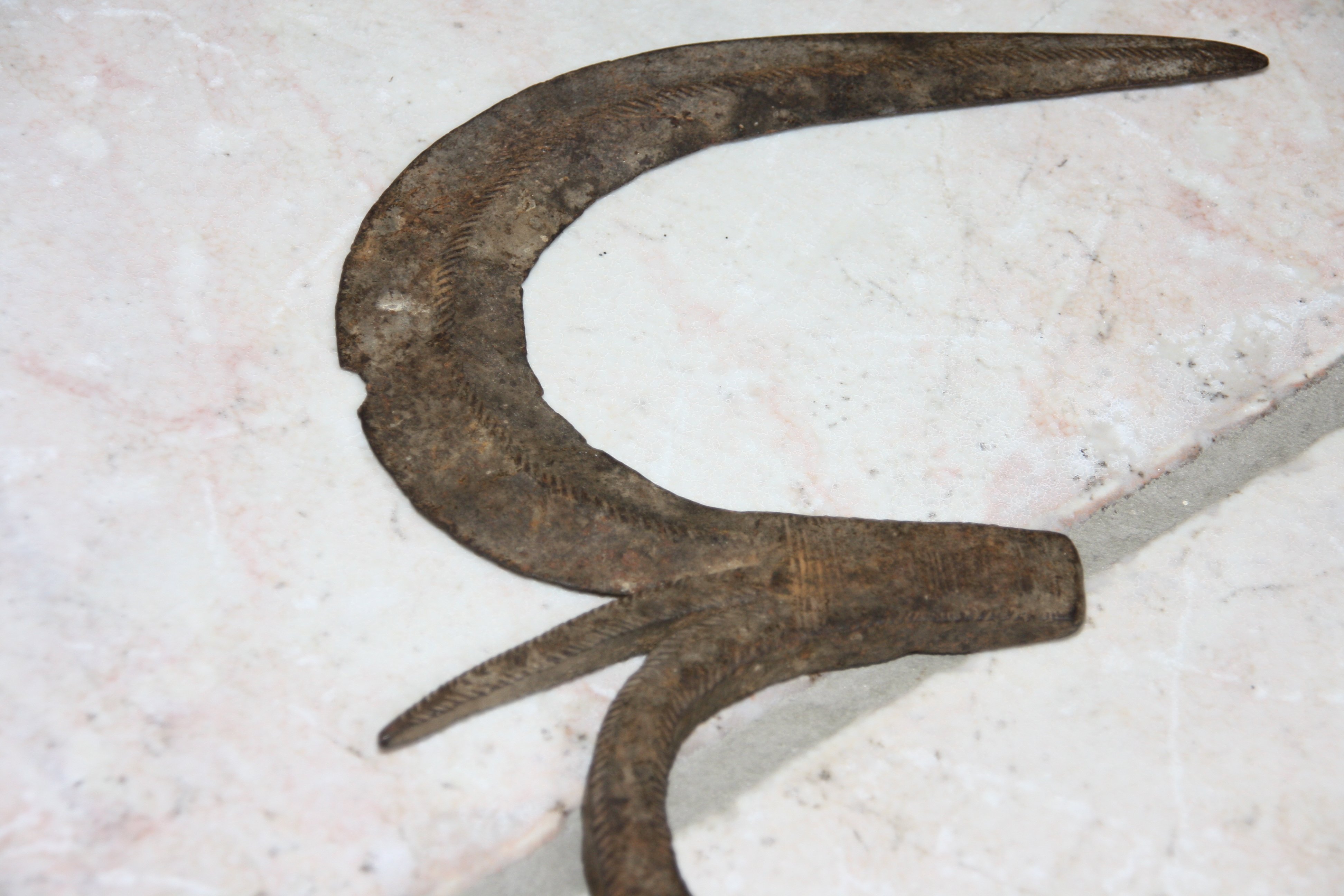
Sengese (lama)

Il sengese è un'arma da lancio dei Matakam del nordest della Nigeria o del nord del Camerun. Rientra nel novero dei c.d. "ferri da lancio africani" (Tipologia settentrionale) e poteva anche essere utilizzato come moneta merce.
La forma del sengese è distintiva rispetto agli altri ferri da lancio della zona, la cui linea generale rassomiglia una "F". L'arma dei Matakam ha la metà superiore della lama attorcigliata in foggia di "3" con, alla metà della prima curva, una punta corta e appuntita. L'impugnatura è spesso ricoperta di cuoio e l'arma è dotata d'occhielli di fissaggio utilizzati per agganciare una catena o una fune.